# Oroszország a 2006. évi téli olimpiai játékokon
Oroszország az olaszországi Torinóban megrendezett 2006. évi téli olimpiai játékok egyik részt vevő nemzete volt. Az országot az olimpián 15 sportágban 190 sportoló képviselte, akik összesen 22 érmet szereztek.

## Érmesek
| Érem  | Versenyző                                                                                       | Sportág        | Versenyszám                |
| ----- | ----------------------------------------------------------------------------------------------- | -------------- | -------------------------- |
| Arany | Szvetlana Ismuratova                                                                            | Biatlon        | Női 15 km egyéni indításos |
| Arany | Albina Ahatova Anna Bogalij-Tyitovec Szvetlana Ismuratova Olga Zajceva                          | Biatlon        | Női 4 × 6 km váltó         |
| Arany | Szvetlana Zsurova                                                                               | Gyorskorcsolya | Női 500 m                  |
| Arany | Jevgenyij Pljuscsenko                                                                           | Műkorcsolya    | Férfi egyéni               |
| Arany | Tatyjana Totymjanyina Makszim Marinyin                                                          | Műkorcsolya    | Páros                      |
| Arany | Tatyjana Navka Roman Kosztomarov                                                                | Műkorcsolya    | Jégtánc                    |
| Arany | Jevgenyij Gyementyjev                                                                           | Sífutás        | Férfi 30 km                |
| Arany | Natalja Baranova-Maszalkina Larisza Kurkina Julija Csepalova Jevgenyija Medvegyeva-Arbuzova     | Sífutás        | Női 4 × 5 km váltó         |
| Ezüst | Szergej Csepikov Ivan Cserezov Pavel Rosztovcev Nyikolaj Kruglov                                | Biatlon        | Férfi 4 × 7,5 km váltó     |
| Ezüst | Alekszandr Zubkov Filipp Jegorov Alekszej Szeliversztov Alekszej Vojevoda                       | Bob            | Férfi négyes               |
| Ezüst | Dmitrij Dorofejev                                                                               | Gyorskorcsolya | Férfi 500 m                |
| Ezüst | Jevgenyij Gyementyjev                                                                           | Sífutás        | Férfi 50 km                |
| Ezüst | Julija Csepalova                                                                                | Sífutás        | Női 30 km                  |
| Ezüst | Albert Gyemcsenko                                                                               | Szánkó         | Férfi egyes                |
| Bronz | Albina Ahatova                                                                                  | Biatlon        | Női 10 km üldözőverseny    |
| Bronz | Albina Ahatova                                                                                  | Biatlon        | Női 15 km egyéni indításos |
| Bronz | Irina Szluckaja                                                                                 | Műkorcsolya    | Női egyéni                 |
| Bronz | Jekatyerina Abramova Varvara Bariseva Galina Lihacsova Jekatyerina Lobiseva Szvetlana Viszokova | Gyorskorcsolya | Női csapat                 |
| Bronz | Ivan Alipov Vaszilij Rocsev                                                                     | Sífutás        | Férfi csapatsprint         |
| Bronz | Jevgenyija Medvegyeva-Arbuzova                                                                  | Sífutás        | Női 15 km                  |
| Bronz | Aljona Szigyko                                                                                  | Sífutás        | Női egyéni sprint          |
| Bronz | Vlagyimir Lebegyev                                                                              | Síakrobatika   | Férfi ugrás                |

## Alpesisí
Férfi
| Versenyző            | Versenyszám            | 1. futam      | 1. futam      | 2. futam | 2. futam | Összesítés | Összesítés |
| Versenyző            | Versenyszám            | Idő           | Hely.         | Idő      | Hely.    | Idő        | Helyezés   |
| -------------------- | ---------------------- | ------------- | ------------- | -------- | -------- | ---------- | ---------- |
| Pavel Sesztakov      | Lesiklás               |               |               |          |          | 1:51,93    | 30.        |
| Pavel Sesztakov      | Műlesiklás             | nem indult    | nem indult    | kiesett  | kiesett  | kiesett    | kiesett    |
| Pavel Sesztakov      | Óriás-műlesiklás       | nem ért célba | nem ért célba | kiesett  | kiesett  | kiesett    | kiesett    |
| Pavel Sesztakov      | Szuperóriás-műlesiklás |               |               |          |          | 1:33,48    | 29.*       |
| Alekszandr Horosilov | Lesiklás               |               |               |          |          | 1:54,70    | 38.        |
| Alekszandr Horosilov | Műlesiklás             | nem ért célba | nem ért célba | kiesett  | kiesett  | kiesett    | kiesett    |
| Alekszandr Horosilov | Szuperóriás-műlesiklás |               |               |          |          | 1:35,51    | 41.        |
| Anton Konovalov      | Műlesiklás             | 59,53         | 38.           | 55,18    | 29.      | 1:54,71    | 29.        |
| Anton Konovalov      | Szuperóriás-műlesiklás |               |               |          |          | 1:35,72    | 42.        |
| Konsztantyin Szac    | Lesiklás               |               |               |          |          | 1:55,03    | 40.        |
| Konsztantyin Szac    | Óriás-műlesiklás       | nem ért célba | nem ért célba | kiesett  | kiesett  | kiesett    | kiesett    |
| Konsztantyin Szac    | Szuperóriás-műlesiklás |               |               |          |          | 1:33,14    | 27.        |
| Dmitrij Uljanov      | Műlesiklás             | nem ért célba | nem ért célba | kiesett  | kiesett  | kiesett    | kiesett    |
| Dmitrij Uljanov      | Óriás-műlesiklás       | nem ért célba | nem ért célba | kiesett  | kiesett  | kiesett    | kiesett    |

| Versenyző            | Versenyszám | Lesiklás | Lesiklás | Műlesiklás | Műlesiklás | Műlesiklás | Műlesiklás | Műlesiklás | Műlesiklás | Összesítés | Összesítés |
| Versenyző            | Versenyszám | Lesiklás | Lesiklás | 1. futam   | 1. futam   | 2. futam   | 2. futam   | Össz.      | Össz.      | Összesítés | Összesítés |
| Versenyző            | Versenyszám | Idő      | Hely.    | Idő        | Hely.      | Idő        | Hely.      | Idő        | Hely.      | Idő        | Helyezés   |
| -------------------- | ----------- | -------- | -------- | ---------- | ---------- | ---------- | ---------- | ---------- | ---------- | ---------- | ---------- |
| Pavel Sesztakov      | Összetett   | 1:40,41  | 12.      | 49,11      | 33.*       | 47,32      | 27.        | 1:36,43    | 27.        | 3:16,84    | 24.        |
| Alekszandr Horosilov | Összetett   | 1:42,35  | 37.      | 46,92      | 24.        | 46,19      | 20.        | 1:33,11    | 21.        | 3:15,46    | 22.        |
| Anton Konovalov      | Összetett   | 1:45,12  | 49.      | 56,15      | 41.        | nem indult | nem indult | kiesett    | kiesett    | kiesett    | kiesett    |
| Konsztantyin Szac    | Összetett   | 1:41,02  | 22.      | kiesett    | kiesett    | kiesett    | kiesett    | kiesett    | kiesett    | kiesett    | kiesett    |

Női
| Versenyző       | Versenyszám            | 1. futam | 1. futam | 2. futam | 2. futam | Összesítés | Összesítés |
| Versenyző       | Versenyszám            | Idő      | Hely.    | Idő      | Hely.    | Idő        | Helyezés   |
| --------------- | ---------------------- | -------- | -------- | -------- | -------- | ---------- | ---------- |
| Oleszja Alijeva | Lesiklás               |          |          |          |          | 2:02,06    | 33.        |
| Oleszja Alijeva | Óriás-műlesiklás       | kizárták | kizárták | kiesett  | kiesett  | kiesett    | kiesett    |
| Oleszja Alijeva | Szuperóriás-műlesiklás |          |          |          |          | 1:37,12    | 42.        |

* - egy másik versenyzővel azonos eredményt ért el

## Biatlon
Férfi
| Versenyző                                                        | Versenyszám           | Lövőhiba    | Időeredmény | Helyezés   |
| ---------------------------------------------------------------- | --------------------- | ----------- | ----------- | ---------- |
| Nyikolaj Kruglov                                                 | 10 km sprint          | 1 (1+0)     | 28:05,2     | 21.        |
| Nyikolaj Kruglov                                                 | 12,5 km üldözőverseny | 0 (0+0+0+0) | 37:18,9     | 11.        |
| Nyikolaj Kruglov                                                 | 15 km tömegrajtos     | 2 (1+0+1+0) | 49:20,1     | 21.        |
| Pavel Rosztovcev                                                 | 20 km egyéni          | 2 (1+0+0+1) | 56:47,2     | 13.        |
| Szergej Rozskov                                                  | 15 km tömegrajtos     | 2 (0+0+1+1) | 49:09,7     | 20.        |
| Szergej Csepikov                                                 | 10 km sprint          | 1 (1+0)     | 28:08,1     | 23.        |
| Szergej Csepikov                                                 | 12,5 km üldözőverseny | nem indult  | nem indult  | nem indult |
| Szergej Csepikov                                                 | 15 km tömegrajtos     | 0 (0+0+0+0) | 47:59,1     | 5.         |
| Szergej Csepikov                                                 | 20 km egyéni          | 1 (1+0+0+0) | 55:32,7     | 4.         |
| Ivan Cserezov                                                    | 10 km sprint          | 0 (0+0)     | 27:09,0     | 5.         |
| Ivan Cserezov                                                    | 12,5 km üldözőverseny | 3 (1+1+1+0) | 37:29,7     | 15.        |
| Ivan Cserezov                                                    | 20 km egyéni          | 2 (1+0+0+1) | 56:05,7     | 8.         |
| Makszim Csudov                                                   | 10 km sprint          | 0 (0+0)     | 27:20,5     | 9.         |
| Makszim Csudov                                                   | 12,5 km üldözőverseny | 4 (2+0+0+2) | 36:41,4     | 9.         |
| Makszim Csudov                                                   | 15 km tömegrajtos     | 4 (1+0+1+2) | 48:40,2     | 15.        |
| Makszim Csudov                                                   | 20 km egyéni          | 5 (0+0+3+2) | 59:12,0     | 32.        |
| Ivan Cserezov Szergej Csepikov Pavel Rosztovcev Nyikolaj Kruglov | 4 × 7,5 km váltó      | 0+6         | 1:22:12,4   |            |

Női
| Versenyző                                                              | Versenyszám         | Lövőhiba    | Időeredmény | Helyezés   |
| ---------------------------------------------------------------------- | ------------------- | ----------- | ----------- | ---------- |
| Albina Ahatova                                                         | 7,5 km sprint       | 0 (0+0)     | 22:40,2     | 4.         |
| Albina Ahatova                                                         | 10 km üldözőverseny | 1 (0+1+0+0) | 38:05,0     |            |
| Albina Ahatova                                                         | 12,5 km tömegrajtos | 2 (2+0+0+0) | 42:19,5     | 9.         |
| Albina Ahatova                                                         | 15 km egyéni        | 2 (1+0+0+1) | 50:55,0     |            |
| Anna Bogalij-Tyitovec                                                  | 15 km egyéni        | 5 (0+2+1+2) | 55:18,4     | 35.        |
| Natalja Guszeva                                                        | 12,5 km tömegrajtos | 5 (2+3+0+0) | 44:55,1     | 24.        |
| Szvetlana Ismuratova                                                   | 7,5 km sprint       | 1 (0+1)     | 23:10,3     | 10.        |
| Szvetlana Ismuratova                                                   | 10 km üldözőverseny | 2 (0+1+1+0) | 38:29,0     | 4.         |
| Szvetlana Ismuratova                                                   | 12,5 km tömegrajtos | 4 (2+0+2+0) | 42:33,5     | 12.        |
| Szvetlana Ismuratova                                                   | 15 km egyéni        | 1 (0+0+1+0) | 49:24,1     |            |
| Olga Piljova                                                           | 7,5 km sprint       | nem indult  | nem indult  | nem indult |
| Olga Piljova                                                           | 15 km egyéni        | kizárták    | kizárták    | kizárták   |
| Olga Zajceva                                                           | 7,5 km sprint       | 0 (0+0)     | 23:05,8     | 9.         |
| Olga Zajceva                                                           | 10 km üldözőverseny | 5 (1+2+2+0) | 40:49,0     | 19.        |
| Olga Zajceva                                                           | 12,5 km tömegrajtos | 1 (0+0+1+0) | 42:58,3     | 15.        |
| Anna Bogalij-Tyitovec Szvetlana Ismuratova Olga Zajceva Albina Ahatova | 4 × 6 km váltó      | 0+2         | 1:16:12,5   |            |

## Bob
Férfi
| Versenyző                                                                 | Versenyszám | 1. futam | 1. futam | 2. futam | 2. futam | 3. futam | 3. futam | 4. futam | 4. futam | Összesítés | Összesítés |
| Versenyző                                                                 | Versenyszám | Idő      | Hely.    | Idő      | Hely.    | Idő      | Hely.    | Idő      | Hely.    | Idő        | Helyezés   |
| ------------------------------------------------------------------------- | ----------- | -------- | -------- | -------- | -------- | -------- | -------- | -------- | -------- | ---------- | ---------- |
| Alekszandr Zubkov Alekszej Vojevoda                                       | Kettes      | 55,54    | 2.*      | 55,85    | 9.       | 56,12    | 3.       | 56,49    | 4.       | 3:44,00    | 4.         |
| Jevgenyij Popov Roman Oresnyikov                                          | Kettes      | 56,56    | 20.      | 56,50    | 19.      | 56,98    | 15.      | 57,29    | 18.      | 3:47,33    | 18.        |
| Alekszandr Zubkov Filipp Jegorov Alekszej Szeliversztov Alekszej Vojevoda | Négyes      | 55,22    | 2.       | 55,45    | 4.       | 54,87    | 2.       | 55,01    | 1.       | 3:40,55    |            |
| Jevgenyij Popov Szergej Golubev Pjotr Makarcsuk Dmitrij Sztyopuskin       | Négyes      | 55,87    | 13.      | 55,57    | 8.       | 55,16    | 8.       | 55,33    | 9.       | 3:41,93    | 9.         |

Női
| Versenyző                           | Versenyszám | 1. futam | 1. futam | 2. futam | 2. futam | 3. futam | 3. futam | 4. futam | 4. futam | Összesítés | Összesítés |
| Versenyző                           | Versenyszám | Idő      | Hely.    | Idő      | Hely.    | Idő      | Hely.    | Idő      | Hely.    | Idő        | Helyezés   |
| ----------------------------------- | ----------- | -------- | -------- | -------- | -------- | -------- | -------- | -------- | -------- | ---------- | ---------- |
| Viktorija Tokovaja Nagyezsda Orlova | Kettes      | 57,64    | 6.       | 57,72    | 5.       | 58,44    | 11.      | 58,13    | 4.*      | 3:51,93    | 7.         |

* - egy másik csapattal azonos eredményt ért el

## Curling

### Női
- Ljudmila Privivkova
- Nkeiruka Jezeh
- Jana Nyekraszova
- Jekatyerina Galkina
- Olga Zsarkova

#### Eredmények
Csoportkör
| Nemzet           | Szkip               | Gy | V | P+ | P- | Gy end | V end | D end | Saját rabolt endek | Lökés % |
| ---------------- | ------------------- | -- | - | -- | -- | ------ | ----- | ----- | ------------------ | ------- |
| Svédország       | Anette Norberg      | 7  | 2 | 61 | 54 | 41     | 36    | 14    | 11                 | 79%     |
| Svájc            | Mirjam Ott          | 7  | 2 | 74 | 44 | 37     | 32    | 11    | 10                 | 75%     |
| Kanada           | Shannon Kleibrink   | 6  | 3 | 68 | 51 | 39     | 32    | 16    | 10                 | 75%     |
| Norvégia         | Dordi Nordby        | 6  | 3 | 73 | 54 | 45     | 32    | 5     | 16                 | 73%     |
| Nagy-Britannia   | Rhona Martin        | 5  | 4 | 55 | 54 | 31     | 35    | 17    | 6                  | 76%     |
| Oroszország      | Ljudmila Privivkova | 5  | 4 | 57 | 60 | 41     | 36    | 14    | 11                 | 77%     |
| Japán            | Onodera Ajumi       | 4  | 5 | 53 | 59 | 36     | 35    | 16    | 11                 | 72%     |
| Egyesült Államok | Cassandra Johnson   | 2  | 7 | 58 | 66 | 34     | 38    | 11    | 9                  | 73%     |
| Dánia            | Dorthe Holm         | 2  | 7 | 47 | 69 | 27     | 42    | 12    | 3                  | 72%     |
| Olaszország      | Diana Gaspari       | 1  | 8 | 44 | 79 | 33     | 43    | 9     | 4                  | 66%     |

- február 14., 09:00

| Csapat             | Csapat                   | 1 | 2 | 3 | 4 | 5 | 6 | 7 | 8 | 9 | 10 | VE |
| 1. end utolsó köve | Oroszország (Privivkova) | 1 | 0 | 0 | 0 | 0 | 1 | 2 | 0 | 0 | 3  | 7  |
|                    | Japán (Onodera)          | 0 | 0 | 1 | 1 | 2 | 0 | 0 | 1 | 0 | 0  | 5  |

- február 14., 19:00

| Csapat             | Csapat                   | 1 | 2 | 3 | 4 | 5 | 6 | 7 | 8 | 9 | 10 | VE |
|                    | Kanada (Kleibrink)       | 0 | 0 | 1 | 0 | 0 | 2 | 0 | 2 | 0 | 1  | 6  |
| 1. end utolsó köve | Oroszország (Privivkova) | 0 | 0 | 0 | 1 | 1 | 0 | 1 | 0 | 2 | 0  | 5  |

- február 15., 14:00

| Csapat             | Csapat                   | 1 | 2 | 3 | 4 | 5 | 6 | 7 | 8 | 9 | 10 | VE |
| 1. end utolsó köve | Olaszország (Gaspari)    | 1 | 0 | 1 | 0 | 1 | 0 | 1 | 0 | 0 | 2  | 6  |
|                    | Oroszország (Privivkova) | 0 | 1 | 0 | 1 | 0 | 1 | 0 | 0 | 1 | 0  | 4  |

- február 16., 09:00

| Csapat             | Csapat                   | 1 | 2 | 3 | 4 | 5 | 6 | 7 | 8 | 9 | 10 | VE |
|                    | Oroszország (Privivkova) | 0 | 2 | 0 | 0 | 2 | 0 | 0 | 0 | 0 | 0  | 4  |
| 1. end utolsó köve | Nagy-Britannia (Martin)  | 2 | 0 | 4 | 1 | 0 | 0 | 0 | 0 | 2 | 1  | 10 |

- február 17., 14:00

| Csapat             | Csapat                     | 1 | 2 | 3 | 4 | 5 | 6 | 7 | 8 | 9 | 10 | 11 | VE |
|                    | Egyesült Államok (Johnson) | 0 | 0 | 2 | 0 | 0 | 0 | 2 | 0 | 0 | 3  | 0  | 7  |
| 1. end utolsó köve | Oroszország (Privivkova)   | 0 | 2 | 0 | 1 | 1 | 2 | 0 | 1 | 0 | 0  | 1  | 8  |

- február 18., 09:00

| Csapat             | Csapat                   | 1 | 2 | 3 | 4 | 5 | 6 | 7 | 8 | 9 | 10 | VE |
|                    | Oroszország (Privivkova) | 0 | 0 | 1 | 0 | 1 | 0 | 0 | 1 | 0 | 1  | 4  |
| 1. end utolsó köve | Svájc (Ott)              | 1 | 2 | 0 | 1 | 0 | 0 | 3 | 0 | 0 | 0  | 7  |

- február 19., 14:00

| Csapat             | Csapat                   | 1 | 2 | 3 | 4 | 5 | 6 | 7 | 8 | 9 | 10 | VE |
| 1. end utolsó köve | Oroszország (Privivkova) | 1 | 1 | 0 | 2 | 1 | 0 | 1 | 2 | 0 | 1  | 9  |
|                    | Dánia (Holm)             | 0 | 0 | 2 | 0 | 0 | 2 | 0 | 0 | 3 | 0  | 7  |

- február 20., 09:00

| Csapat             | Csapat                   | 1 | 2 | 3 | 4 | 5 | 6 | 7 | 8 | 9 | 10 | VE |
| 1. end utolsó köve | Svédország (Norberg)     | 0 | 0 | 0 | 2 | 0 | 0 | 0 | 1 | 0 | 1  | 4  |
|                    | Oroszország (Privivkova) | 0 | 1 | 0 | 0 | 1 | 1 | 1 | 0 | 2 | 0  | 6  |

- február 20., 19:00

| Csapat             | Csapat                   | 1 | 2 | 3 | 4 | 5 | 6 | 7 | 8 | 9 | 10 | VE |
|                    | Norvégia (Nordby)        | 0 | 2 | 0 | 1 | 0 | 2 | 0 | 2 | 1 | 0  | 8  |
| 1. end utolsó köve | Oroszország (Privivkova) | 2 | 0 | 1 | 0 | 3 | 0 | 3 | 0 | 0 | 1  | 10 |

| Csapat      | Helyezés |
| ----------- | -------- |
| Oroszország | 6.       |

## Északi összetett
| Versenyző                                                           | Versenyszám        | Síugrás       | Síugrás       | Síugrás    | Sífutás | Sífutás | Összesítés | Összesítés |
| Versenyző                                                           | Versenyszám        | Pont          | Hely.         | Időhátrány | Idő     | Hely.   | Idő        | Helyezés   |
| ------------------------------------------------------------------- | ------------------ | ------------- | ------------- | ---------- | ------- | ------- | ---------- | ---------- |
| Alekszej Barannyikov                                                | Normálsánc + 15 km | 194,0         | 37.*          | +4:34      | 39:46,3 | 19.     | 44:20,3    | 29.        |
| Alekszej Barannyikov                                                | Nagysánc + 7,5 km  | 83,5          | 46.           | +2:49      | 18:49,2 | 31.     | 21:38,2    | 42.        |
| Ivan Feszenko                                                       | Normálsánc + 15 km | 215,0         | 25.           | +3:10      | 40:51,3 | 33.     | 44:01,3    | 28.        |
| Ivan Feszenko                                                       | Nagysánc + 7,5 km  | 112,2         | 11.           | +0:54      | 19:36,6 | 44.     | 20:30,6    | 33.        |
| Szergej Maszlennyikov                                               | Normálsánc + 15 km | 251,0         | 5.*           | +0:46      | 40:44,2 | 30.     | 41:30,2    | 10.        |
| Szergej Maszlennyikov                                               | Nagysánc + 7,5 km  | 99,3          | 32.           | +1:46      | 19:56,1 | 46.     | 21:42,1    | 43.        |
| Dmitrij Matvejev                                                    | Normálsánc + 15 km | nem ért célba | nem ért célba | kiesett    | kiesett | kiesett | kiesett    | kiesett    |
| Dmitrij Matvejev                                                    | Nagysánc + 7,5 km  | 106,8         | 20.           | +1:16      | 19:21,1 | 41.     | 20:37,1    | 35.        |
| Ivan Feszenko Anton Kamenyev Szergej Maszlennyikov Dmitrij Matvejev | Csapat             | 890,1         | 3.            | +0:23      | 53:42,1 | 9.      | 54:05,1    | 9.         |

* - egy másik versenyzővel azonos eredményt ért el

## Gyorskorcsolya
Férfi
| Versenyző          | Versenyszám | 1. futam | 1. futam | 2. futam | 2. futam | Eredmény | Helyezés |
| Versenyző          | Versenyszám | Idő      | Hely.    | Idő      | Hely.    | Eredmény | Helyezés |
| ------------------ | ----------- | -------- | -------- | -------- | -------- | -------- | -------- |
| Artyom Gyetisev    | 5000 m      |          |          |          |          | 6:32,85  | 15.      |
| Artyom Gyetisev    | 10 000 m    |          |          |          |          | kizárták | kizárták |
| Dmitrij Dorofejev  | 500 m       | 35,24    | 2.       | 35,17    | 3.       | 70,41    |          |
| Dmitrij Dorofejev  | 1000 m      |          |          |          |          | 1:09,74  | 10.      |
| Alekszandr Kibalko | 1000 m      |          |          |          |          | 1:10,50  | 21.      |
| Alekszandr Kibalko | 1500 m      |          |          |          |          | 1:50,29  | 32.      |
| Jurij Kohanyec     | 5000 m      |          |          |          |          | 6:34,62  | 17.      |
| Szergej Kornyilov  | 500 m       | 36,00    | 24.      | 36,24    | 32.      | 72,24    | 27.      |
| Jevgenyij Lalenkov | 1000 m      |          |          |          |          | 1:09,46  | 7.       |
| Jevgenyij Lalenkov | 1500 m      |          |          |          |          | 1:49,00  | 23.      |
| Dmitrij Lobkov     | 500 m       | 35,55    | 8.       | 35,62    | 13.*     | 71,17    | 14.      |
| Alekszej Prosin    | 500 m       | 35,96    | 23.      | 35,94    | 26.      | 71,90    | 24.      |
| Alekszej Prosin    | 1000 m      |          |          |          |          | 1:10,14  | 15.      |
| Dmitrij Sepel      | 1500 m      |          |          |          |          | 1:48,74  | 21.      |
| Ivan Szkobrev      | 1500 m      |          |          |          |          | 1:46,91  | 6.       |
| Ivan Szkobrev      | 5000 m      |          |          |          |          | 6:27,02  | 11.      |
| Ivan Szkobrev      | 10 000 m    |          |          |          |          | 13:17,54 | 6.       |

Női
| Versenyző            | Versenyszám | 1. futam | 1. futam | 2. futam | 2. futam | Eredmény | Helyezés |
| Versenyző            | Versenyszám | Idő      | Hely.    | Idő      | Hely.    | Eredmény | Helyezés |
| -------------------- | ----------- | -------- | -------- | -------- | -------- | -------- | -------- |
| Jekatyerina Abramova | 1000 m      |          |          |          |          | 1:17,33  | 9.       |
| Jekatyerina Abramova | 1500 m      |          |          |          |          | 2:01,63  | 21.      |
| Varvara Bariseva     | 1000 m      |          |          |          |          | 1:17,52  | 11.*     |
| Varvara Bariseva     | 1500 m      |          |          |          |          | 2:01,60  | 20.      |
| Jekatyerina Lobiseva | 1000 m      |          |          |          |          | 1:17,52  | 11.*     |
| Jekatyerina Lobiseva | 1500 m      |          |          |          |          | 1:58,87  | 6.       |
| Julija Nyemaja       | 500 m       | 39,63    | 19.      | 1:12,76~ | 29.      | 112,39   | 29.      |
| Szvetlana Viszokova  | 3000 m      |          |          |          |          | 4:13,94  | 18.      |
| Valentyina Jaksina   | 1500 m      |          |          |          |          | 2:02,15  | 25.      |
| Valentyina Jaksina   | 3000 m      |          |          |          |          | 4:19,43  | 24.      |
| Szvetlana Zsurova    | 500 m       | 38,23    | 1.       | 38,34    | 2.       | 76,57    |          |
| Szvetlana Zsurova    | 1000 m      |          |          |          |          | 1:17,13  | 7.       |

* - egy másik versenyzővel azonos eredményt ért el

~ - a futam során elesett
Csapatversenyek
| Versenyző                                                                                       | Versenyszám | Előfutam | Előfutam | Negyeddöntő                                                                       | Negyeddöntő | Elődöntő                                                                                          | Elődöntő  | Döntő | Döntő                                                                                          | Döntő              | Helyezés |
| Versenyző                                                                                       | Versenyszám | Idő      | Hely.    | Ellenfél Idő                                                                      | Saját idő   | Ellenfél Idő                                                                                      | Saját idő | Típus | Ellenfél Idő                                                                                   | Saját idő          | Helyezés |
| ----------------------------------------------------------------------------------------------- | ----------- | -------- | -------- | --------------------------------------------------------------------------------- | ----------- | ------------------------------------------------------------------------------------------------- | --------- | ----- | ---------------------------------------------------------------------------------------------- | ------------------ | -------- |
| Artyom Gyetisev Alekszandr Kibalko Jevgenyij Lalenkov Dmitrij Sepel Ivan Szkobrev               | Férfi       | 3:49,75  | 6.       | Hollandia (NED) · (3.) · Sven Kramer · Carl Verheijen · Erben Wennemars · 3:44,65 | 3:47,49     |                                                                                                   |           | C     | Egyesült Államok (USA) · (7.) · KC Boutiette · Charles Ryan Leveille Cox · Clay Mull · 3:49,73 | 3:46,91            | 5.       |
| Jekatyerina Abramova Varvara Bariseva Galina Lihacsova Jekatyerina Lobiseva Szvetlana Viszokova | Női         | 3:03,19  | 1.       | Kína (CHN) · (8.) · Csi Csia · Vang Fej · Csang Hsziao-lej · 3:08,29              | 3:05,93     | Németország (GER) · (5.) · Daniela Anschütz-Thoms · Anni Friesinger · Claudia Pechstein · 3:02,72 | 3:07,42   | B     | Japán (JPN) · (7.) · Isino Eriko · Nemoto Nami · Tabata Maki                                   | lekörözéssel nyert |          |

## Jégkorong

### Férfi
| Orosz nemzeti férfi jégkorongcsapat-játékoskeret | Orosz nemzeti férfi jégkorongcsapat-játékoskeret | Orosz nemzeti férfi jégkorongcsapat-játékoskeret | Orosz nemzeti férfi jégkorongcsapat-játékoskeret | Orosz nemzeti férfi jégkorongcsapat-játékoskeret | Orosz nemzeti férfi jégkorongcsapat-játékoskeret | Orosz nemzeti férfi jégkorongcsapat-játékoskeret |
| #                                                | Név                                              | Poszt                                            | Magasság                                         | Súly                                             | Kor                                              | Klub                                             |
| ------------------------------------------------ | ------------------------------------------------ | ------------------------------------------------ | ------------------------------------------------ | ------------------------------------------------ | ------------------------------------------------ | ------------------------------------------------ |
| 20                                               | Jevgenyij Nabokov                                | K                                                | 183                                              | 90                                               | 1975. július 25. (30 évesen)                     | San Jose Sharks                                  |
| 30                                               | Ilja Brizgalov                                   | K                                                | 188                                              | 88                                               | 1980. június 22. (25 évesen)                     | Mighty Ducks of Anaheim                          |
| 39                                               | Makszim Szokolov                                 | K                                                | 180                                              | 92                                               | 1972. május 27. (33 évesen)                      | SZKA Szankt-Peterburg                            |
| 4                                                | Szergej Zsukov                                   | V                                                | 192                                              | 87                                               | 1975. november 23. (30 évesen)                   | Lokomotyiv Jaroszlavl                            |
| 5                                                | Vitalij Visnyevszkij                             | V                                                | 187                                              | 92                                               | 1980. március 18. (25 évesen)                    | Mighty Ducks of Anaheim                          |
| 6                                                | Anton Volcsenkov                                 | V                                                | 185                                              | 102                                              | 1982. február 25. (23 évesen)                    | Ottawa Senators                                  |
| 11                                               | Darjusz Kaszparajtyisz                           | V                                                | 180                                              | 99                                               | 1972. október 16. (33 évesen)                    | New York Rangers                                 |
| 29                                               | Danyiil Markov                                   | V                                                | 185                                              | 86                                               | 1976. július 30. (29 évesen)                     | Nashville Predators                              |
| 51                                               | Fjodor Tyutin                                    | V                                                | 188                                              | 92                                               | 1983. július 19. (22 évesen)                     | New York Rangers                                 |
| 52                                               | Andrej Markov                                    | V                                                | 183                                              | 90                                               | 1978. december 20. (27 évesen)                   | Montréal Canadiens                               |
| 55                                               | Szergej Goncsar                                  | V                                                | 185                                              | 94                                               | 1974. április 13. (31 évesen)                    | Pittsburgh Penguins                              |
| 8                                                | Alekszandr Ovecskin                              | T                                                | 188                                              | 98                                               | 1985. szeptember 17. (20 évesen)                 | Washington Capitals                              |
| 13                                               | Pavel Dacjuk                                     | T                                                | 179                                              | 86                                               | 1978. július 20. (27 évesen)                     | Detroit Red Wings                                |
| 18                                               | Jevgenyij Malkin                                 | T                                                | 191                                              | 87                                               | 1986. július 31. (19 évesen)                     | Metallurg Magnyitogorszk                         |
| 21                                               | Alekszandr Haritonov                             | T                                                | 172                                              | 80                                               | 1976. március 30. (29 évesen)                    | HK CSZKA Moszkva                                 |
| 22                                               | Andrej Taratuhin                                 | T                                                | 183                                              | 92                                               | 1983. február 22. (22 évesen)                    | Lokomotyiv Jaroszlavl                            |
| 23                                               | Ivan Nyeprjajev                                  | T                                                | 188                                              | 85                                               | 1982. február 4. (24 évesen)                     | Lokomotyiv Jaroszlavl                            |
| 33                                               | Makszim Szusinszkij                              | T                                                | 172                                              | 80                                               | 1974. július 1. (31 évesen)                      | HK Gyinamo Moszkva                               |
| 24                                               | Alekszandr Frolov                                | T                                                | 188                                              | 95                                               | 1982. június 19. (23 évesen)                     | Los Angeles Kings                                |
| 25                                               | Viktor Kozlov                                    | T                                                | 195                                              | 104                                              | 1975. február 14. (31 évesen)                    | New Jersey Devils                                |
| 27                                               | Alekszej Kovaljov                                | T                                                | 188                                              | 102                                              | 1973. február 24. (32 évesen)                    | Montréal Canadiens                               |
| 61                                               | Makszim Afinogenov                               | T                                                | 183                                              | 88                                               | 1979. szeptember 4. (26 évesen)                  | Buffalo Sabres                                   |
| 71                                               | Ilja Kovalcsuk                                   | T                                                | 188                                              | 99                                               | 1983. április 15. (22 évesen)                    | Atlanta Thrashers                                |
| 79                                               | Alekszej Jasin                                   | T                                                | 191                                              | 100                                              | 1973. november 5. (32 évesen)                    | New York Islanders                               |
| 94                                               | Alekszandr Koroljuk                              | T                                                | 178                                              | 80                                               | 1976. január 15. (30 évesen)                     | Vityaz Csehov                                    |
| Vezetőedző: Vlagyimir Krikunov                   | Vezetőedző: Vlagyimir Krikunov                   | Vezetőedző: Vlagyimir Krikunov                   | Vezetőedző: Vlagyimir Krikunov                   | Vezetőedző: Vlagyimir Krikunov                   | 1950. április 23. (55 évesen)                    | 1950. április 23. (55 évesen)                    |

- Posztok rövidítései: K – Kapus, V – Védő, T – Támadó
- Kor: 2006. február 15-i kora

#### Eredmények
B csoport
| Nemzet           | M | Gy | D | V | G+ | G– | Gk  | P  |
| ---------------- | - | -- | - | - | -- | -- | --- | -- |
| Szlovákia        | 5 | 5  | 0 | 0 | 18 | 8  | +10 | 10 |
| Oroszország      | 5 | 4  | 0 | 1 | 23 | 11 | +12 | 8  |
| Svédország       | 5 | 3  | 0 | 2 | 15 | 12 | +3  | 6  |
| Egyesült Államok | 5 | 1  | 1 | 3 | 13 | 13 | 0   | 3  |
| Kazahsztán       | 5 | 1  | 0 | 4 | 9  | 16 | –7  | 2  |
| Lettország       | 5 | 0  | 1 | 4 | 11 | 29 | –18 | 1  |

| 2006. február 15. 20:05 | Oroszország (RUS) | 3 – 5 (2–1, 1–2, 0–2) | Szlovákia | Torino Esposizioni Nézőszám: 3800 |

| Jegyzőkönyv | Jegyzőkönyv | Jegyzőkönyv                           | Jegyzőkönyv | Jegyzőkönyv                      |
| --- | ----------- | ------------------------------------- | ----------- | -------------------------------- |
| |             |                                       |             | Játékvezető: Paul Devorski (CAN) |
| \| \| 0 – 1 \| 9:07 - Demitra (Mari. Hossa, Suchý) \| \| Dacjuk (D. Markov) - 10:00 \| 1 – 1 \| \| \| Kovaljov (Dacjuk, Kovalcsuk) - 12:38 \| 2 – 1 \| \| \| \| 2 – 2 \| 25:51 - Višňovský (Demitra) (PP) \| \| Ovecskin (Goncsar, Tyutyin) (PP) - 30:03 \| 3 – 2 \| \| \| \| 3 – 3 \| 33:05 - Bondra (Meszároš, Chára) (PP) \| \| \| 3 – 4 \| 56:32 - Gáborík \| \| \| 3 – 5 \| 59:31 - Gáborík \| |             |                                       |             |                                  |
| 16 perc | Büntetések  | 10 perc                               |             |                                  |
| 23 | Lövések     | 36                                    |             |                                  |
| | 0 – 1       | 9:07 - Demitra (Mari. Hossa, Suchý)   |             |                                  |
| Dacjuk (D. Markov) - 10:00 | 1 – 1       |                                       |             |                                  |
| Kovaljov (Dacjuk, Kovalcsuk) - 12:38 | 2 – 1       |                                       |             |                                  |
| | 2 – 2       | 25:51 - Višňovský (Demitra) (PP)      |             |                                  |
| Ovecskin (Goncsar, Tyutyin) (PP) - 30:03 | 3 – 2       |                                       |             |                                  |
| | 3 – 3       | 33:05 - Bondra (Meszároš, Chára) (PP) |             |                                  |
| | 3 – 4       | 56:32 - Gáborík                       |             |                                  |
| | 3 – 5       | 59:31 - Gáborík                       |             |                                  |

| 2006. február 16. 16:05 | Svédország (SWE) | 0 – 5 (0–0, 0–3, 0–2) | Oroszország | Palasport Olimpico Nézőszám: 8545 |

| Jegyzőkönyv | Jegyzőkönyv | Jegyzőkönyv                          | Jegyzőkönyv | Jegyzőkönyv                            |
| --- | ----------- | ------------------------------------ | ----------- | -------------------------------------- |
| |             |                                      |             | Játékvezető: Don Van Massenhoven (CAN) |
| \| \| 0 – 1 \| 27:13 - Kovaljov (A. Markov) (PP) \| \| \| 0 – 2 \| 28:05 - Ovecskin (Jasin) \| \| \| 0 – 3 \| 38:58 - Szusinszkij (Malkin, Zsukov) \| \| \| 0 – 4 \| 50:31 - Kozlov (Frolov, Koroljuk) \| \| \| 0 – 5 \| 54:04 - Afinogenov (Dacjuk) \| |             |                                      |             |                                        |
| 20 perc | Büntetések  | 16 perc                              |             |                                        |
| 24 | Lövések     | 32                                   |             |                                        |
| | 0 – 1       | 27:13 - Kovaljov (A. Markov) (PP)    |             |                                        |
| | 0 – 2       | 28:05 - Ovecskin (Jasin)             |             |                                        |
| | 0 – 3       | 38:58 - Szusinszkij (Malkin, Zsukov) |             |                                        |
| | 0 – 4       | 50:31 - Kozlov (Frolov, Koroljuk)    |             |                                        |
| | 0 – 5       | 54:04 - Afinogenov (Dacjuk)          |             |                                        |

| 2006. február 18. 11:35 | Kazahsztán (KAZ) | 0 – 1 (0–0, 0–1, 0–0) | Oroszország | Torino Esposizioni Nézőszám: 3660 |

| Jegyzőkönyv                                               | Jegyzőkönyv | Jegyzőkönyv                             | Jegyzőkönyv | Jegyzőkönyv                         |
| --------------------------------------------------------- | ----------- | --------------------------------------- | ----------- | ----------------------------------- |
|                                                           |             |                                         |             | Játékvezető: Christer Lärking (SWE) |
| \| \| 0 – 1 \| 31:38 - Haritonov (Szusinszkij, Malkin) \| |             |                                         |             |                                     |
| 26 perc                                                   | Büntetések  | 12 perc                                 |             |                                     |
| 24                                                        | Lövések     | 50                                      |             |                                     |
|                                                           | 0 – 1       | 31:38 - Haritonov (Szusinszkij, Malkin) |             |                                     |

| 2006. február 19. 13:05 | Oroszország (RUS) | 9 – 2 (3–1, 3–0, 3–1) | Lettország | Torino Esposizioni Nézőszám: 4310 |

| Jegyzőkönyv | Jegyzőkönyv | Jegyzőkönyv                  | Jegyzőkönyv | Jegyzőkönyv                     |
| --- | ----------- | ---------------------------- | ----------- | ------------------------------- |
| |             |                              |             | Játékvezető: Dennis Larue (USA) |
| \| Kovalcsuk (Kovaljov, D. Markov) - 7:26 \| 1 – 0 \| \| \| Szusinszkij (Haritonov, Goncsar) (PP2) - 9:15 \| 2 – 0 \| \| \| \| 2 – 1 \| 9:55 - Cipruss (SH) \| \| Kovalcsuk (Dacjuk) - 12:36 \| 3 – 1 \| \| \| Kovalcsuk (Kovaljov, Dacjuk) - 23:32 \| 4 – 1 \| \| \| Kozlov (Jasin) - 25:45 \| 5 – 1 \| \| \| Kovalcsuk (Dacjuk) - 35:16 \| 6 – 1 \| \| \| Jasin (Kozlov, Zsukov) - 41:58 \| 7 – 1 \| \| \| Malkin (Szusinszkij, Visnyevszkij) - 47:32 \| 8 – 1 \| \| \| Ovecskin (Kozlov, Jasin) - 56:27 \| 9 – 1 \| \| \| \| 9 – 2 \| 58:04 - M. Rēdlihs (Bērziņš) \| |             |                              |             |                                 |
| 16 perc | Büntetések  | 18 perc                      |             |                                 |
| 39 | Lövések     | 11                           |             |                                 |
| Kovalcsuk (Kovaljov, D. Markov) - 7:26 | 1 – 0       |                              |             |                                 |
| Szusinszkij (Haritonov, Goncsar) (PP2) - 9:15 | 2 – 0       |                              |             |                                 |
| | 2 – 1       | 9:55 - Cipruss (SH)          |             |                                 |
| Kovalcsuk (Dacjuk) - 12:36 | 3 – 1       |                              |             |                                 |
| Kovalcsuk (Kovaljov, Dacjuk) - 23:32 | 4 – 1       |                              |             |                                 |
| Kozlov (Jasin) - 25:45 | 5 – 1       |                              |             |                                 |
| Kovalcsuk (Dacjuk) - 35:16 | 6 – 1       |                              |             |                                 |
| Jasin (Kozlov, Zsukov) - 41:58 | 7 – 1       |                              |             |                                 |
| Malkin (Szusinszkij, Visnyevszkij) - 47:32 | 8 – 1       |                              |             |                                 |
| Ovecskin (Kozlov, Jasin) - 56:27 | 9 – 1       |                              |             |                                 |
| | 9 – 2       | 58:04 - M. Rēdlihs (Bērziņš) |             |                                 |

| 2006. február 21. 20:35 | Egyesült Államok (USA) | 4 – 5 (1–2, 1–1, 2–2) | Oroszország | Palasport Olimpico Nézőszám: 9378 |

| Jegyzőkönyv | Jegyzőkönyv | Jegyzőkönyv                                | Jegyzőkönyv | Jegyzőkönyv                      |
| --- | ----------- | ------------------------------------------ | ----------- | -------------------------------- |
| |             |                                            |             | Játékvezető: Paul Devorski (CAN) |
| \| \| 0 – 1 \| 9:27 - Koroljuk \| \| \| 0 – 2 \| 10:41 - Malkin (Kaszparajtyisz) \| \| Rolston (Conroy) (PP) - 18:38 \| 1 – 2 \| \| \| \| 1 – 3 \| 35:00 - A. Markov (Dacjuk, Szusinszkij) \| \| Gionta (Gomez, Weight) (PP) - 39:01 \| 2 – 3 \| \| \| Gomez (Schneider, Rolston) (PP) - 45:00 \| 3 – 3 \| \| \| \| 3 – 4 \| 49:55 - Ovecskin, (Malkin, Kaszparajtyisz) \| \| Cole (Knuble, Drury) - 50:38 \| 4 – 4 \| \| \| \| 4 – 5 \| 51:52 - Kovaljov (Dacjuk, Malkin) \| |             |                                            |             |                                  |
| 8 perc | Büntetések  | 14 perc                                    |             |                                  |
| 34 | Lövések     | 21                                         |             |                                  |
| | 0 – 1       | 9:27 - Koroljuk                            |             |                                  |
| | 0 – 2       | 10:41 - Malkin (Kaszparajtyisz)            |             |                                  |
| Rolston (Conroy) (PP) - 18:38 | 1 – 2       |                                            |             |                                  |
| | 1 – 3       | 35:00 - A. Markov (Dacjuk, Szusinszkij)    |             |                                  |
| Gionta (Gomez, Weight) (PP) - 39:01 | 2 – 3       |                                            |             |                                  |
| Gomez (Schneider, Rolston) (PP) - 45:00 | 3 – 3       |                                            |             |                                  |
| | 3 – 4       | 49:55 - Ovecskin, (Malkin, Kaszparajtyisz) |             |                                  |
| Cole (Knuble, Drury) - 50:38 | 4 – 4       |                                            |             |                                  |
| | 4 – 5       | 51:52 - Kovaljov (Dacjuk, Malkin)          |             |                                  |

Negyeddöntő
| 2006. február 22. 20:35 | Oroszország (RUS) | 2 – 0 (0–0, 0–0, 2–0) | Kanada | Torino Esposizioni Nézőszám: 4130 |

| Jegyzőkönyv                                                                                     | Jegyzőkönyv | Jegyzőkönyv | Jegyzőkönyv | Jegyzőkönyv                     |
| ----------------------------------------------------------------------------------------------- | ----------- | ----------- | ----------- | ------------------------------- |
|                                                                                                 |             |             |             | Játékvezető: Dennis Larue (USA) |
| \| Ovecskin (Kozlov) (PP) - 41:30 \| 1 - 0 \| \| \| Kovaljov (A. Markov) - 59:37 \| 2 - 0 \| \| |             |             |             |                                 |
| 18 perc                                                                                         | Büntetések  | 41 perc     |             |                                 |
| 33                                                                                              | Lövések     | 27          |             |                                 |
| Ovecskin (Kozlov) (PP) - 41:30                                                                  | 1 - 0       |             |             |                                 |
| Kovaljov (A. Markov) - 59:37                                                                    | 2 - 0       |             |             |                                 |

Elődöntő
| 2006. február 24. 21:05 | Finnország (FIN) | 4 – 0 (1–0, 2–0, 1–0) | Oroszország | Palasport Olimpico Nézőszám: 8702 |

| Jegyzőkönyv | Jegyzőkönyv | Jegyzőkönyv | Jegyzőkönyv | Jegyzőkönyv                            |
| --- | ----------- | ----------- | ----------- | -------------------------------------- |
| |             |             |             | Játékvezető: Don Van Massenhoven (CAN) |
| \| Peltonen (Timonen) (PP) - 6:13 \| 1 - 0 \| \| \| Lydman (S. Koivu) - 29:33 \| 2 - 0 \| \| \| S. Koivu (Timonen, Selänne) (PP) - 33:51 \| 3 - 0 \| \| \| O. Jokinen (Peltonen, Kapanen) - 49:17 \| 4 - 0 \| \| |             |             |             |                                        |
| 8 perc | Büntetések  | 16 perc     |             |                                        |
| 30 | Lövések     | 21          |             |                                        |
| Peltonen (Timonen) (PP) - 6:13 | 1 - 0       |             |             |                                        |
| Lydman (S. Koivu) - 29:33 | 2 - 0       |             |             |                                        |
| S. Koivu (Timonen, Selänne) (PP) - 33:51 | 3 - 0       |             |             |                                        |
| O. Jokinen (Peltonen, Kapanen) - 49:17 | 4 - 0       |             |             |                                        |

Bronzmérkőzés
| 2006. február 25. 20:35 | Oroszország (RUS) | 0 – 3 (0–1, 0–1, 0–1) | Csehország | Palasport Olimpico Nézőszám: 8379 |

| Jegyzőkönyv | Jegyzőkönyv | Jegyzőkönyv                        | Jegyzőkönyv | Jegyzőkönyv                         |
| --- | ----------- | ---------------------------------- | ----------- | ----------------------------------- |
| |             |                                    |             | Játékvezető: Thomas Andersson (SWE) |
| \| \| 0 - 1 \| 4:48 - Erat (Výborný, Lang) \| \| \| 0 - 2 \| 26:36 - Židlický (Jágr, Lang) (PP) \| \| \| 0 - 3 \| 59:52 - Straka (Erat) \| |             |                                    |             |                                     |
| 41 perc | Büntetések  | 14 perc                            |             |                                     |
| 28 | Lövések     | 15                                 |             |                                     |
| | 0 - 1       | 4:48 - Erat (Výborný, Lang)        |             |                                     |
| | 0 - 2       | 26:36 - Židlický (Jágr, Lang) (PP) |             |                                     |
| | 0 - 3       | 59:52 - Straka (Erat)              |             |                                     |

| Csapat      | Helyezés |
| ----------- | -------- |
| Oroszország | 4.       |

### Női
| Orosz nemzeti női jégkorongcsapat-játékoskeret | Orosz nemzeti női jégkorongcsapat-játékoskeret | Orosz nemzeti női jégkorongcsapat-játékoskeret | Orosz nemzeti női jégkorongcsapat-játékoskeret | Orosz nemzeti női jégkorongcsapat-játékoskeret | Orosz nemzeti női jégkorongcsapat-játékoskeret | Orosz nemzeti női jégkorongcsapat-játékoskeret |
| #                                              | Név                                            | Poszt                                          | Magasság                                       | Súly                                           | Kor                                            | Klub                                           |
| ---------------------------------------------- | ---------------------------------------------- | ---------------------------------------------- | ---------------------------------------------- | ---------------------------------------------- | ---------------------------------------------- | ---------------------------------------------- |
| 20                                             | Irina Gasennyikova                             | K                                              | 160                                            | 66                                             | 1975. május 11. (30 évesen)                    | SZKIF Moszkva                                  |
| 33                                             | Nagyezsda Alekszandrova                        | K                                              | 172                                            | 67                                             | 1986. január 3. (20 évesen)                    | SZKIF Moszkva                                  |
| 2                                              | Marija Barikina                                | V                                              | 170                                            | 60                                             | 1973. december 9. (32 évesen)                  | Tornado Moszkvai Régió                         |
| 4                                              | Aljona Homics                                  | V                                              | 168                                            | 56                                             | 1981. február 26. (24 évesen)                  | Szpartak-Merkuri                               |
| 14                                             | Krisztyina Petrovszkaja                        | V                                              | 168                                            | 63                                             | 1980. június 3. (25 évesen)                    | Tornado Moszkvai Régió                         |
| 15                                             | Olga Permjakova                                | V                                              | 168                                            | 66                                             | 1982. április 12. (23 évesen)                  | Tornado Moszkvai Régió                         |
| 16                                             | Alekszandra Kapusztyina                        | V                                              | 165                                            | 76                                             | 1984. április 7. (21 évesen)                   | Szpartak-Merkuri                               |
| 27                                             | Jelena Bjalkovszkaja                           | V                                              | 179                                            | 82                                             | 1977. március 22. (28 évesen)                  | SZKIF Moszkva                                  |
| 29                                             | Zsanna Scselcskova                             | V                                              | 164                                            | 60                                             | 1969. február 10. (37 évesen)                  | SZKIF Moszkva                                  |
| 5                                              | Galina Szkiba                                  | T                                              | 160                                            | 65                                             | 1984. május 9. (21 évesen)                     | SZKIF Moszkva                                  |
| 7                                              | Jekatyerina Szmolina                           | T                                              | 158                                            | 55                                             | 1988. október 8. (17 évesen)                   | SZKIF Moszkva                                  |
| 10                                             | Larisza Misina                                 | T                                              | 168                                            | 80                                             | 1975. szeptember 10. (30 évesen)               | SZKIF Moszkva                                  |
| 11                                             | Tatyjana Szotnyikova                           | T                                              | 166                                            | 58                                             | 1981. január 20. (25 évesen)                   | SZKIF Moszkva                                  |
| 12                                             | Julija Gladiseva                               | T                                              | 166                                            | 56                                             | 1981. december 4. (24 évesen)                  | SZKIF Moszkva                                  |
| 17                                             | Jekatyerina Szmolenceva                        | T                                              | 170                                            | 65                                             | 1981. szeptember 15. (24 évesen)               | Tornado Moszkvai Régió                         |
| 21                                             | Szvetlana Trefilova                            | T                                              | 165                                            | 60                                             | 1973. május 20. (32 évesen)                    | Tornado Moszkvai Régió                         |
| 23                                             | Tatyjana Burina                                | T                                              | 163                                            | 65                                             | 1980. március 20. (25 évesen)                  | Tornado Moszkvai Régió                         |
| 24                                             | Ija Gavrilova                                  | T                                              | 173                                            | 61                                             | 1987. szeptember 3. (18 évesen)                | SZKIF Moszkva                                  |
| 25                                             | Jekatyerina Paskevics                          | T                                              | 180                                            | 80                                             | 1972. december 19. (33 évesen)                 | Tornado Moszkvai Régió                         |
| 28                                             | Okszana Tretyjakova                            | T                                              | 164                                            | 75                                             | 1979. március 10. (26 évesen)                  | SZKIF Moszkva                                  |
| Vezetőedző: Igor Tuzik                         | Vezetőedző: Igor Tuzik                         | Vezetőedző: Igor Tuzik                         | Vezetőedző: Igor Tuzik                         | Vezetőedző: Igor Tuzik                         | 1943. november 13. (62 évesen)                 | 1943. november 13. (62 évesen)                 |

- Posztok rövidítései: K – Kapus, V – Védő, T – Támadó
- Kor: 2006. február 15-i kora

#### Eredmények
A csoport
| Nemzet      | M | Gy | D | V | G+ | G– | Gk  | P |
| ----------- | - | -- | - | - | -- | -- | --- | - |
| Kanada      | 3 | 3  | 0 | 0 | 36 | 1  | +35 | 6 |
| Svédország  | 3 | 2  | 0 | 1 | 15 | 9  | +6  | 4 |
| Oroszország | 3 | 1  | 0 | 2 | 6  | 16 | –10 | 2 |
| Olaszország | 3 | 0  | 0 | 3 | 1  | 28 | –27 | 0 |

| 2006. február 11. 15:35 | Svédország (SWE) | 3 – 1 (0–0, 2–1, 1–0) | Oroszország | Palasport Olimpico Nézőszám: 6500 |

| Jegyzőkönyv | Jegyzőkönyv | Jegyzőkönyv       | Jegyzőkönyv | Jegyzőkönyv                          |
| --- | ----------- | ----------------- | ----------- | ------------------------------------ |
| |             |                   |             | Játékvezető: Stephanie Normand (CAN) |
| \| Jansson (Lindberg, Winberg) (PP) - 23:26 \| 1 – 0 \| \| \| Timglas, (Rooth, O'Konor) (PP) - 25:14 \| 2 – 0 \| \| \| \| 2 – 1 \| 39:21 - Trefilova \| \| Rooth (G. Andersson) (PP) - 40:32 \| 3 – 1 \| \| |             |                   |             |                                      |
| 14 perc | Büntetések  | 14 perc           |             |                                      |
| 24 | Lövések     | 31                |             |                                      |
| Jansson (Lindberg, Winberg) (PP) - 23:26 | 1 – 0       |                   |             |                                      |
| Timglas, (Rooth, O'Konor) (PP) - 25:14 | 2 – 0       |                   |             |                                      |
| | 2 – 1       | 39:21 - Trefilova |             |                                      |
| Rooth (G. Andersson) (PP) - 40:32 | 3 – 1       |                   |             |                                      |

| 2006. február 12. 16:35 | Oroszország (RUS) | 0 – 12 (0–7, 0–2, 0–3) | Kanada | Torino Esposizioni Nézőszám: 2414 |

| Jegyzőkönyv | Jegyzőkönyv | Jegyzőkönyv                                   | Jegyzőkönyv | Jegyzőkönyv                    |
| --- | ----------- | --------------------------------------------- | ----------- | ------------------------------ |
| |             |                                               |             | Játékvezető: Joy Tottman (GBR) |
| \| \| 0 – 1 \| 4:53 - Sunohara (Ouellette, Goyette) \| \| \| 0 – 2 \| 6:52 - Agosta (Kingsbury, Weatherston) \| \| \| 0 – 3 \| 10:00 - Piper (Apps) (SH) \| \| \| 0 – 4 \| 15:14 - Goyette (Campbell) \| \| \| 0 – 5 \| 16:18 - Piper (Wickenheiser) \| \| \| 0 – 6 \| 17:48 - Wickenheiser \| \| \| 0 – 7 \| 19:20 - Agosta (Vaillancourt) \| \| \| 0 – 8 \| 27:19 - Weatherston (Ouellette, Vaillancourt) \| \| \| 0 – 9 \| 33:27 - Agosta (PP) \| \| \| 0 – 10 \| 41:16 - Piper (Wickenheiser) \| \| \| 0 – 11 \| 47:47 - Vaillancourt (Hefford, Botterill) \| \| \| 0 – 12 \| 52:33 - MacLeod (Wickenheiser) \| |             |                                               |             |                                |
| 28 perc | Büntetések  | 14 perc                                       |             |                                |
| 17 | Lövések     | 43                                            |             |                                |
| | 0 – 1       | 4:53 - Sunohara (Ouellette, Goyette)          |             |                                |
| | 0 – 2       | 6:52 - Agosta (Kingsbury, Weatherston)        |             |                                |
| | 0 – 3       | 10:00 - Piper (Apps) (SH)                     |             |                                |
| | 0 – 4       | 15:14 - Goyette (Campbell)                    |             |                                |
| | 0 – 5       | 16:18 - Piper (Wickenheiser)                  |             |                                |
| | 0 – 6       | 17:48 - Wickenheiser                          |             |                                |
| | 0 – 7       | 19:20 - Agosta (Vaillancourt)                 |             |                                |
| | 0 – 8       | 27:19 - Weatherston (Ouellette, Vaillancourt) |             |                                |
| | 0 – 9       | 33:27 - Agosta (PP)                           |             |                                |
| | 0 – 10      | 41:16 - Piper (Wickenheiser)                  |             |                                |
| | 0 – 11      | 47:47 - Vaillancourt (Hefford, Botterill)     |             |                                |
| | 0 – 12      | 52:33 - MacLeod (Wickenheiser)                |             |                                |

| 2006. február 14. 13:05 | Olaszország (ITA) | 1 – 5 (1–1, 0–1, 0–3) | Oroszország | Torino Esposizioni Nézőszám: 2046 |

| Jegyzőkönyv | Jegyzőkönyv | Jegyzőkönyv                          | Jegyzőkönyv | Jegyzőkönyv                      |
| --- | ----------- | ------------------------------------ | ----------- | -------------------------------- |
| |             |                                      |             | Játékvezető: Bianca Walter (GER) |
| \| Florian (Leitner, Bettarini) (PP) - 8:02 \| 1 – 0 \| \| \| \| 1 – 1 \| 11:17 - Gladiseva (PP) \| \| \| 1 – 2 \| 25:51 - Trefilova (Paskevics) (PP) \| \| \| 1 – 3 \| 44:31 - Gavrilova (Homics) \| \| \| 1 – 4 \| 46:53 - Gavrilova (Szotnyikova) \| \| \| 1 – 5 \| 53:04 - Trefilova (Scselcskova) (PP) \| |             |                                      |             |                                  |
| 26 perc | Büntetések  | 18 perc                              |             |                                  |
| 13 | Lövések     | 40                                   |             |                                  |
| Florian (Leitner, Bettarini) (PP) - 8:02 | 1 – 0       |                                      |             |                                  |
| | 1 – 1       | 11:17 - Gladiseva (PP)               |             |                                  |
| | 1 – 2       | 25:51 - Trefilova (Paskevics) (PP)   |             |                                  |
| | 1 – 3       | 44:31 - Gavrilova (Homics)           |             |                                  |
| | 1 – 4       | 46:53 - Gavrilova (Szotnyikova)      |             |                                  |
| | 1 – 5       | 53:04 - Trefilova (Scselcskova) (PP) |             |                                  |

Az 5–8. helyért
| 2006. február 17. 13:05 | Oroszország (RUS) | 6 – 2 (1–1, 4–1, 1–0) | Svájc | Torino Esposizioni Nézőszám: 2800 |

| Jegyzőkönyv | Jegyzőkönyv | Jegyzőkönyv                       | Jegyzőkönyv | Jegyzőkönyv                       |
| --- | ----------- | --------------------------------- | ----------- | --------------------------------- |
| |             |                                   |             | Játékvezető: Arina Ustinova (RUS) |
| \| Trefilova - 2:03 \| 1 – 0 \| \| \| \| 1 – 1 \| 10:52 - Rochat - 10:52 \| \| Burina (Misina, Barikina) - 25:14 \| 2 – 1 \| \| \| Misina (Szmolenceva) - 26:19 \| 3 – 1 \| \| \| Misina (Bjalkovszkaja) (PP) - 30:00 \| 4 – 1 \| \| \| \| 4 – 2 \| 31:55 - Lehmann (Cattaneo, Bullo) \| \| Misina (Szmolenceva) - 39:18 \| 5 – 2 \| \| \| Kapusztyina (Scselcskova) (PP) - 52:17 \| 6 – 2 \| \| |             |                                   |             |                                   |
| 16 perc | Büntetések  | 12 perc                           |             |                                   |
| 36 | Lövések     | 18                                |             |                                   |
| Trefilova - 2:03 | 1 – 0       |                                   |             |                                   |
| | 1 – 1       | 10:52 - Rochat - 10:52            |             |                                   |
| Burina (Misina, Barikina) - 25:14 | 2 – 1       |                                   |             |                                   |
| Misina (Szmolenceva) - 26:19 | 3 – 1       |                                   |             |                                   |
| Misina (Bjalkovszkaja) (PP) - 30:00 | 4 – 1       |                                   |             |                                   |
| | 4 – 2       | 31:55 - Lehmann (Cattaneo, Bullo) |             |                                   |
| Misina (Szmolenceva) - 39:18 | 5 – 2       |                                   |             |                                   |
| Kapusztyina (Scselcskova) (PP) - 52:17 | 6 – 2       |                                   |             |                                   |

Az 5. helyért
| 2006. február 20. 13:05 | Németország (GER) | 1 – 0 (sz.) (0–0, 0–0, 0–0, 0–0, 1–0) | Oroszország | Torino Esposizioni Nézőszám: 2570 |

| Jegyzőkönyv                           | Jegyzőkönyv | Jegyzőkönyv                                | Jegyzőkönyv | Jegyzőkönyv                      |
| ------------------------------------- | ----------- | ------------------------------------------ | ----------- | -------------------------------- |
|                                       |             |                                            |             | Játékvezető: Danyel Howard (USA) |
|                                       |             |                                            |             |                                  |
| Oswald M. Lanzl Scheytt Becker Holmes | Szétlövés   | Paskevics Szmolenceva Szmolina Kapusztyina |             |                                  |
| 4 perc                                | Büntetések  | 14 perc                                    |             |                                  |
| 25                                    | Lövések     | 21                                         |             |                                  |

| Csapat      | Helyezés |
| ----------- | -------- |
| Oroszország | 6.       |

## Műkorcsolya
| Versenyző                              | Versenyszám  | Rövid program | Rövid program | Kűr    | Kűr   | Összesítés | Összesítés |
| Versenyző                              | Versenyszám  | Pont          | Hely.         | Pont   | Hely. | Pont       | Helyezés   |
| -------------------------------------- | ------------ | ------------- | ------------- | ------ | ----- | ---------- | ---------- |
| Ilja Klimkin                           | Férfi egyéni | 61,61         | 18.           | 130,19 | 10.   | 191,80     | 11.        |
| Jevgenyij Pljuscsenko                  | Férfi egyéni | 90,66         | 1.            | 167,67 | 1.    | 258,33     |            |
| Irina Szluckaja                        | Női egyéni   | 66,70         | 2.            | 114,74 | 3.    | 181,44     |            |
| Jelena Szokolova                       | Női egyéni   | 46,69         | 18.           | 95,66  | 10.   | 142,35     | 14.        |
| Julija Obertasz Szergej Szlavnov       | Páros        | 60,25         | 8.            | 106,29 | 9.    | 166,54     | 8.         |
| Marija Petrova Alekszej Tyihonov       | Páros        | 64,27         | 3.            | 117,42 | 6.    | 181,69     | 5.         |
| Tatyjana Totymjanyina Makszim Marinyin | Páros        | 68,64         | 1.            | 135,84 | 1.    | 204,48     |            |

| Versenyző                        | Versenyszám | Kötelező tánc | Kötelező tánc | Eredeti (original) tánc | Eredeti (original) tánc | Kűr    | Kűr   | Összesítés | Összesítés |
| Versenyző                        | Versenyszám | Pont          | Hely.         | Pont                    | Hely.                   | Pont   | Hely. | Pont       | Helyezés   |
| -------------------------------- | ----------- | ------------- | ------------- | ----------------------- | ----------------------- | ------ | ----- | ---------- | ---------- |
| Okszana Domnyina Makszim Sabalin | Jégtánc     | 33,37         | 9.            | 52,36                   | 9.                      | 88,03  | 9.    | 173,76     | 9.         |
| Jana Hohlova Szergej Novickij    | Jégtánc     | 30,90         | 14.           | 47,15                   | 13.                     | 86,43  | 11.   | 164,48     | 12.        |
| Tatyjana Navka Roman Kosztomarov | Jégtánc     | 38,20         | 2.            | 61,07                   | 1.                      | 101,37 | 1.    | 200,64     |            |

## Rövidpályás gyorskorcsolya
Férfi
| Versenyző             | Versenyszám | Előfutam | Előfutam | Negyeddöntő | Negyeddöntő | Elődöntő | Elődöntő | B döntő | B döntő | Döntő   | Döntő   | Helyezés |
| Versenyző             | Versenyszám | Idő      | Hely.    | Idő         | Hely.       | Idő      | Hely.    | Idő     | Hely.   | Idő     | Hely.   | Helyezés |
| --------------------- | ----------- | -------- | -------- | ----------- | ----------- | -------- | -------- | ------- | ------- | ------- | ------- | -------- |
| Vjacseszlav Kurginyan | 500 m       | 43,183   | 3.       | kiesett     | kiesett     | kiesett  | kiesett  | kiesett | kiesett | kiesett | kiesett | 14.      |
| Vjacseszlav Kurginyan | 1000 m      | 1:36,070 | 3.       | kiesett     | kiesett     | kiesett  | kiesett  | kiesett | kiesett | kiesett | kiesett | 18.      |
| Vjacseszlav Kurginyan | 1500 m      | 2:33,802 | 3.       |             |             | 2:24,604 | 6.       | kiesett | kiesett | kiesett | kiesett | 15.      |
| Mihail Razsin         | 500 m       | 44,077   | 3.       | kiesett     | kiesett     | kiesett  | kiesett  | kiesett | kiesett | kiesett | kiesett | 18.      |
| Mihail Razsin         | 1000 m      | 1:42,677 | 3.       | 1:32,432    | 4.          | kiesett  | kiesett  | kiesett | kiesett | kiesett | kiesett | 13.      |
| Mihail Razsin         | 1500 m      | 2:33,809 | 5.       |             |             | kiesett  | kiesett  | kiesett | kiesett | kiesett | kiesett | 23.      |

Női
| Versenyző           | Versenyszám | Előfutam | Előfutam | Negyeddöntő | Negyeddöntő | Elődöntő | Elődöntő | B döntő | B döntő | Döntő    | Döntő    | Helyezés |
| Versenyző           | Versenyszám | Idő      | Hely.    | Idő         | Hely.       | Idő      | Hely.    | Idő     | Hely.   | Idő      | Hely.    | Helyezés |
| ------------------- | ----------- | -------- | -------- | ----------- | ----------- | -------- | -------- | ------- | ------- | -------- | -------- | -------- |
| Tatyjana Borodulina | 1000 m      | 1:34,988 | 2.       | kizárták    | kizárták    | kiesett  | kiesett  | kiesett | kiesett | kiesett  | kiesett  | kiesett  |
| Tatyjana Borodulina | 1500 m      | 2:27,757 | 3.       |             |             | 2:45,897 | 5.       |         |         | kizárták | kizárták | kiesett  |

## Síakrobatika
Ugrás
| Versenyző              | Versenyszám | Selejtező  | Selejtező  | Döntő   | Döntő    |
| Versenyző              | Versenyszám | Pont       | Helyezés   | Pont    | Helyezés |
| ---------------------- | ----------- | ---------- | ---------- | ------- | -------- |
| Dmitrij Arhipov        | Férfi       | nem indult | nem indult | kiesett | kiesett  |
| Jevgenyij Brailovszkij | Férfi       | 222,28     | 12.        | 223,61  | 9.       |
| Vlagyimir Lebegyev     | Férfi       | 241,48     | 5.         | 246,76  |          |
| Dmitrij Maruscsak      | Férfi       | nem indult | nem indult | kiesett | kiesett  |
| Olga Koroljova         | Női         | 148,40     | 17.        | kiesett | kiesett  |
| Anna Zukal             | Női         | 172,24     | 6.         | 152,04  | 9.       |

Mogul
| Versenyző              | Versenyszám | Selejtező | Selejtező | Döntő   | Döntő    |
| Versenyző              | Versenyszám | Pont      | Helyezés  | Pont    | Helyezés |
| ---------------------- | ----------- | --------- | --------- | ------- | -------- |
| Vitalij Gluscsenko     | Férfi       | 12,75     | 35.       | kiesett | kiesett  |
| Ruszlan Sarifullin     | Férfi       | 21,24     | 27.       | kiesett | kiesett  |
| Alekszandr Szmisljajev | Férfi       | 22,18     | 20.       | 23,22   | 13.      |
| Artyom Valintyejev     | Férfi       | 21,51     | 25.       | kiesett | kiesett  |
| Marina Cserkaszova     | Női         | 21,82     | 19.       | 22,05   | 16.      |
| Ljudmila Dimcsenko     | Női         | 21,42     | 21.       | kiesett | kiesett  |
| Darja Szerova          | Női         | 23,49     | 10.       | 22,44   | 13.      |

## Sífutás
Férfi
| Versenyző                                                         | Versenyszám     | Selejtező | Selejtező | Negyeddöntő | Negyeddöntő | Elődöntő | Elődöntő | B döntő | B döntő | Döntő     | Döntő    |
| Versenyző                                                         | Versenyszám     | Idő       | Hely.     | Idő         | Hely.       | Idő      | Hely.    | Idő     | Hely.   | Idő       | Helyezés |
| ----------------------------------------------------------------- | --------------- | --------- | --------- | ----------- | ----------- | -------- | -------- | ------- | ------- | --------- | -------- |
| Ivan Alipov                                                       | Sprint          | 2:20,21   | 27.       | 2:24,7      | 6.          | kiesett  | kiesett  | kiesett | kiesett | kiesett   | 28.      |
| Ivan Artyejev                                                     | 15 km           |           |           |             |             |          |          |         |         | 40:49,1   | 34.      |
| Ivan Artyejev                                                     | 30 km           |           |           |             |             |          |          |         |         | 1:22:36,2 | 51.      |
| Ivan Babikov                                                      | 15 km           |           |           |             |             |          |          |         |         | 39:59,5   | 22.      |
| Ivan Babikov                                                      | 30 km           |           |           |             |             |          |          |         |         | 1:17:17,2 | 13.      |
| Ivan Babikov                                                      | 50 km           |           |           |             |             |          |          |         |         | 2:08:07,9 | 38.      |
| Jevgenyij Gyementyjev                                             | 30 km           |           |           |             |             |          |          |         |         | 1:17:00,8 |          |
| Jevgenyij Gyementyjev                                             | 50 km           |           |           |             |             |          |          |         |         | 2:06:12,6 |          |
| Pavel Korosztyeljov                                               | Sprint          | 2:21,00   | 34.       | kiesett     | kiesett     | kiesett  | kiesett  | kiesett | kiesett | kiesett   | 34.      |
| Alekszandr Ljogkov                                                | 30 km           |           |           |             |             |          |          |         |         | 1:20:28,2 | 37.      |
| Alekszandr Ljogkov                                                | 50 km           |           |           |             |             |          |          |         |         | 2:06:39,7 | 20.      |
| Szergej Novikov                                                   | Sprint          | 2:20,29   | 28.       | 2:21,9      | 5.          | kiesett  | kiesett  | kiesett | kiesett | kiesett   | 25.      |
| Szergej Novikov                                                   | 15 km           |           |           |             |             |          |          |         |         | 39:15,0   | 8.       |
| Nyikolaj Pankratov                                                | 50 km           |           |           |             |             |          |          |         |         | 2:06:33,9 | 18.      |
| Vaszilij Rocsev                                                   | Sprint          | 2:16,19   | 4.        | 2:22,0      | 3.          | kiesett  | kiesett  | kiesett | kiesett | kiesett   | 11.      |
| Vaszilij Rocsev                                                   | 15 km           |           |           |             |             |          |          |         |         | 38:24,4   | 4.       |
| Ivan Alipov Vaszilij Rocsev                                       | Csapatsprint    | 17:22,2   | 2.        |             |             |          |          |         |         | 17:05,2   |          |
| Szergej Novikov Vaszilij Rocsev Ivan Alipov Jevgenyij Gyementyjev | 4 × 10 km váltó |           |           |             |             |          |          |         |         | 1:45:09,9 | 6.       |

Női
| Versenyző                                                                                   | Versenyszám    | Selejtező | Selejtező | Negyeddöntő | Negyeddöntő | Elődöntő | Elődöntő | B döntő | B döntő | Döntő     | Döntő    |
| Versenyző                                                                                   | Versenyszám    | Idő       | Hely.     | Idő         | Hely.       | Idő      | Hely.    | Idő     | Hely.   | Idő       | Helyezés |
| ------------------------------------------------------------------------------------------- | -------------- | --------- | --------- | ----------- | ----------- | -------- | -------- | ------- | ------- | --------- | -------- |
| Natalja Baranova-Maszalkina                                                                 | 10 km          |           |           |             |             |          |          |         |         | 29:30,9   | 16.      |
| Jelena Buruhina                                                                             | 15 km          |           |           |             |             |          |          |         |         | 46:42,9   | 37.      |
| Julija Csepalova                                                                            | Sprint         | 2:16,90   | 22.       | 2:16,6      | 6.          | kiesett  | kiesett  | kiesett | kiesett | kiesett   | 27.      |
| Julija Csepalova                                                                            | 10 km          |           |           |             |             |          |          |         |         | 30:04,7   | 26.      |
| Julija Csepalova                                                                            | 15 km          |           |           |             |             |          |          |         |         | 43:39,5   | 9.       |
| Julija Csepalova                                                                            | 30 km          |           |           |             |             |          |          |         |         | 1:22:26,8 |          |
| Larisza Kurkina                                                                             | 10 km          |           |           |             |             |          |          |         |         | 29:36,8   | 19.      |
| Natalja Matvejeva                                                                           | Sprint         | 2:17,73   | 25.       | 2:31,4      | 6.          | kiesett  | kiesett  | kiesett | kiesett | kiesett   | 30.      |
| Jevgenyija Medvegyeva-Arbuzova                                                              | 15 km          |           |           |             |             |          |          |         |         | 43:03,2   |          |
| Jevgenyija Medvegyeva-Arbuzova                                                              | 30 km          |           |           |             |             |          |          |         |         | 1:26:28,1 | 21.      |
| Olga Rocseva                                                                                | Sprint         | 2:16,43   | 20.       | 2:18,4      | 3.          | kiesett  | kiesett  | kiesett | kiesett | kiesett   | 14.      |
| Olga Rocseva                                                                                | 30 km          |           |           |             |             |          |          |         |         | 1:25:45,0 | 18.      |
| Aljona Szigyko                                                                              | Sprint         | 2:14,54   | 5.        | 2:17,7      | 1.          | 2:15,1   | 2.       |         |         | 2:13,2    |          |
| Olga Zavjalova                                                                              | 10 km          |           |           |             |             |          |          |         |         | 29:57,6   | 24.      |
| Olga Zavjalova                                                                              | 15 km          |           |           |             |             |          |          |         |         | 43:23,7   | 7.       |
| Olga Zavjalova                                                                              | 30 km          |           |           |             |             |          |          |         |         | 1:23:28,5 | 9.       |
| Olga Rocseva Aljona Szigyko                                                                 | Csapatsprint   | 17:32,1   | 2.        |             |             |          |          |         |         | 17:08,5   | 6.       |
| Natalja Baranova-Maszalkina Larisza Kurkina Julija Csepalova Jevgenyija Medvegyeva-Arbuzova | 4 × 5 km váltó |           |           |             |             |          |          |         |         | 54:47,7   |          |

## Síugrás
| Versenyző                                                           | Versenyszám | Selejtező | Selejtező | 1. ugrás | 1. ugrás | 2. ugrás | 2. ugrás | Összesítés | Összesítés |
| Versenyző                                                           | Versenyszám | Pont      | Hely.     | Pont     | Hely.    | Pont     | Hely.    | Pont       | Helyezés   |
| ------------------------------------------------------------------- | ----------- | --------- | --------- | -------- | -------- | -------- | -------- | ---------- | ---------- |
| Ildar Fatkullin                                                     | Normálsánc  | 119,0     | 13.       | 102,5    | 44.*     | kiesett  | kiesett  | kiesett    | kiesett    |
| Ildar Fatkullin                                                     | Nagysánc    | 85,4      | 23.*      | 82,6     | 41.      | kiesett  | kiesett  | kiesett    | kiesett    |
| Dmitrij Ipatov                                                      | Normálsánc  | 129,0     | 2.        | 121,5    | 19.      | 121,0    | 18.      | 242,5      | 19.        |
| Dmitrij Ipatov                                                      | Nagysánc    | 98,1      | 9.        | 99,9     | 22.*     | 97,2     | 25.      | 197,1      | 27.        |
| Gyenyisz Kornyilov                                                  | Normálsánc  | 117,0     | 16.**     | 110,0    | 34.      | kiesett  | kiesett  | kiesett    | kiesett    |
| Gyenyisz Kornyilov                                                  | Nagysánc    | 95,9      | 11.       | 94,0     | 33.      | kiesett  | kiesett  | kiesett    | kiesett    |
| Dmitrij Vasziljev                                                   | Normálsánc  | 128,5     | 3.        | 135,0    | 1.       | 123,5    | 13.*     | 258,5      | 10.        |
| Dmitrij Vasziljev                                                   | Nagysánc    | 111,3     | 5.        | 99,4     | 24.*     | 114,8    | 15.      | 214,2      | 17.        |
| Ildar Fatkullin Dmitrij Ipatov Gyenyisz Kornyilov Dmitrij Vasziljev | Csapat      |           |           | 425,0    | 7.       | 431,8    | 8.       | 856,8      | 8.         |

* - egy másik versenyzővel azonos eredményt ért el

** - két másik versenyzővel azonos eredményt ért el

## Snowboard
Halfpipe
| Versenyző             | Versenyszám | 1. selejtező | 1. selejtező | 2. selejtező | 2. selejtező | Döntő      | Döntő      | Döntő   | Helyezés |
| Versenyző             | Versenyszám | Pont         | Hely.        | Pont         | Hely.        | 1. forduló | 2. forduló | Hely.   | Helyezés |
| --------------------- | ----------- | ------------ | ------------ | ------------ | ------------ | ---------- | ---------- | ------- | -------- |
| Jurij Podladcsikov    | Férfi       | 1,0          | 44.          | 13,6         | 31.          | kiesett    | kiesett    | kiesett | 37.      |
| Marija Pruszakova     | Női         | 8,5          | 30.          | 8,2          | 26.          | kiesett    | kiesett    | kiesett | 32.      |
| Szvetlana Vinogradova | Női         | 6,9          | 33.          | 13,8         | 23.          | kiesett    | kiesett    | kiesett | 29.      |

Parallel giant slalom
| Versenyző               | Versenyszám | Selejtező | Selejtező | Nyolcaddöntő                       | Negyeddöntő                 | Elődöntő                                             | Döntő                                       | Helyezés |
| Versenyző               | Versenyszám | Idő       | Hely.     | Ellenfél Eredmény                  | Ellenfél Eredmény           | Ellenfél Eredmény                                    | Ellenfél Eredmény                           | Helyezés |
| ----------------------- | ----------- | --------- | --------- | ---------------------------------- | --------------------------- | ---------------------------------------------------- | ------------------------------------------- | -------- |
| Alekszandr Belkin       | Férfi       | 1:14,04   | 25.       | kiesett                            | kiesett                     | kiesett                                              | kiesett                                     | 25.      |
| Gyenyisz Szalagajev     | Férfi       | 1:12,32   | 18.       | kiesett                            | kiesett                     | kiesett                                              | kiesett                                     | 18.      |
| Szvetlana Boldikova     | Női         | 1:21,32   | 4.        | Isabella Dal Balcon (ITA) · -18,13 | Amelie Kober (GER) · +0,07  | 5–8. helyért · Jekatyerina Tugyegeseva (RUS) · +3,69 | 7. helyért · Ursula Bruhin (SUI) · +1,74    | 8.       |
| Olga Golovanova         | Női         | 1:23,59   | 21.       | kiesett                            | kiesett                     | kiesett                                              | kiesett                                     | 21.      |
| Jekatyerina Tugyegeseva | Női         | 1:20,85   | 1.        | Aprilia Hägglöf (SWE) · -1,13      | Doris Günther (AUT) · +0,66 | 5–8. helyért · Szvetlana Boldikova (RUS) · -3,69     | 5. helyért · Julie Pomagalski (FRA) · -1,04 | 5.       |

## Szánkó
| Versenyző                       | Versenyszám | 1. futam      | 1. futam      | 2. futam | 2. futam | 3. futam | 3. futam | 4. futam | 4. futam | Összesítés | Összesítés |
| Versenyző                       | Versenyszám | Idő           | Hely.         | Idő      | Hely.    | Idő      | Hely.    | Idő      | Hely.    | Idő        | Helyezés   |
| ------------------------------- | ----------- | ------------- | ------------- | -------- | -------- | -------- | -------- | -------- | -------- | ---------- | ---------- |
| Albert Gyemcsenko               | Férfi egyes | 51,747        | 2.            | 51,543   | 6.       | 51,396   | 1.       | 51,512   | 3.       | 3:26,198   |            |
| Viktor Knyejb                   | Férfi egyes | 52,050        | 7.            | 52,150   | 19.      | 51,981   | 11.      | 51,884   | 12.      | 3:28,065   | 11.        |
| Kirill Szerikov                 | Férfi egyes | 54,164        | 33.           | 52,468   | 23.      | 52,473   | 24.      | 52,790   | 28.      | 3:31,895   | 24.        |
| Julija Anaskina                 | Női egyes   | 47,952        | 14.           | 48,190   | 20.      | 48,059   | 17.      | 48,208   | 20.      | 3:12,409   | 16.        |
| Alekszandra Rogyionova          | Női egyes   | 48,165        | 16.           | 47,935   | 16.      | 48,186   | 19.      | 47,881   | 16.      | 3:12,167   | 14.        |
| Anasztaszija Szkulkina          | Női egyes   | 49,174        | 23.           | 48,089   | 19.      | 50,033   | 23.      | 48,072   | 19.      | 3:15,368   | 21.        |
| Vlagyimir Bojcov Dmitrij Hamkin | Kettes      | nem ért célba | nem ért célba | kiesett  | kiesett  |          |          |          |          | kiesett    | kiesett    |
| Mihail Kuzmics Jurij Veszelov   | Kettes      | 47,556        | 8.            | 48,094   | 13.      |          |          |          |          | 1:35,650   | 11.        |

## Szkeleton
| Versenyző             | Versenyszám | 1. futam | 1. futam | 2. futam | 2. futam | Összesítés | Összesítés |
| Versenyző             | Versenyszám | Idő      | Hely.    | Idő      | Hely.    | Idő        | Helyezés   |
| --------------------- | ----------- | -------- | -------- | -------- | -------- | ---------- | ---------- |
| Alekszandr Tretyjakov | Férfi       | 59,71    | 18.      | 59,32    | 13.      | 1:59,03    | 15.        |
| Szvetlana Trunova     | Női         | 1:01,23  | 11.      | 1:01,83  | 11.      | 2:03,06    | 11.        |